# NXT TakeOver: Toronto (2019)
 (octobre 2024).
L'édition Toronto (2019) de NXT TakeOver est une manifestation de catch (lutte professionnelle) produite par la World Wrestling Entertainment (WWE), une fédération de catch (lutte professionnelle) américaine, qui est diffusée sur le WWE Network. Cet événement met en avant les membres de l’émission NXT, le club-école de la WWE. L'événement s'est déroulé le 10 août 2019 au Scotiabank Arena à Toronto au Canada. Il s'agit du vingt-septième événement de NXT TakeOver.

## Contexte
Les spectacles de la World Wrestling Entertainment (WWE) sont constitués de matchs aux résultats prédéterminés par les scénaristes de la WWE. Ces rencontres sont justifiées par des storylines – une rivalité avec un catcheur, la plupart du temps – ou par des qualifications survenues dans les shows de la WWE telles que Raw, SmackDown et NXT. Tous les catcheurs possèdent une gimmick, c'est-à-dire qu'ils incarnent un personnage gentil (Face) ou méchant (Heel), qui évolue au fil des rencontres. Un événement comme Toronto est donc un événement tournant pour les différentes storylines en cours,.

## Matchs
| Ordre par numéros                                                                         | Résultat | Stipulation(s)                                              | Temps |
| ----------------------------------------------------------------------------------------- | --- | ----------------------------------------------------------- | ----- |
| 1                                                                                         | The Street Profits (Angelo Dawkins et Montez Ford) (c) battent The Undisputed Era (Bobby Fish et Kyle O'Reilly) | Tag Team match pour les NXT Tag Team Championship           | 16:55 |
| 2                                                                                         | Io Shirai bat Candice LeRae par soumission                                                                      | Grudge match                                                | 15:00 |
| 3                                                                                         | The Velvetten Dream (c) bat Pete Dunne et Roderick Strong                                                       | Triple Threat match pour le NXT North American Championship | 17:24 |
| 4                                                                                         | Shayna Baszler (c) bat Mia Yim par soumission                                                                   | Match simple pour le NXT Women's Championship               | 14:35 |
| 5                                                                                         | Adam Cole (c) bat Johnny Gargano (2-1)                                                                          | 2 Out of 3 Falls match pour le NXT Championship             | 46:41 |
| La lettre C placée entre parenthèses désigne la personne ou l’équipe championne en titre. | |                                                             |       |